# Mthatha
 (février 2017).
Si vous disposez d'ouvrages ou d'articles de référence ou si vous connaissez des sites web de qualité traitant du thème abordé ici, merci de compléter l'article en donnant les références utiles à sa vérifiabilité et en les liant à la section « Notes et références ».
Mthatha (anciennement Umtata) est une ville d'Afrique du Sud, située dans la province du Cap-Oriental.

## Histoire

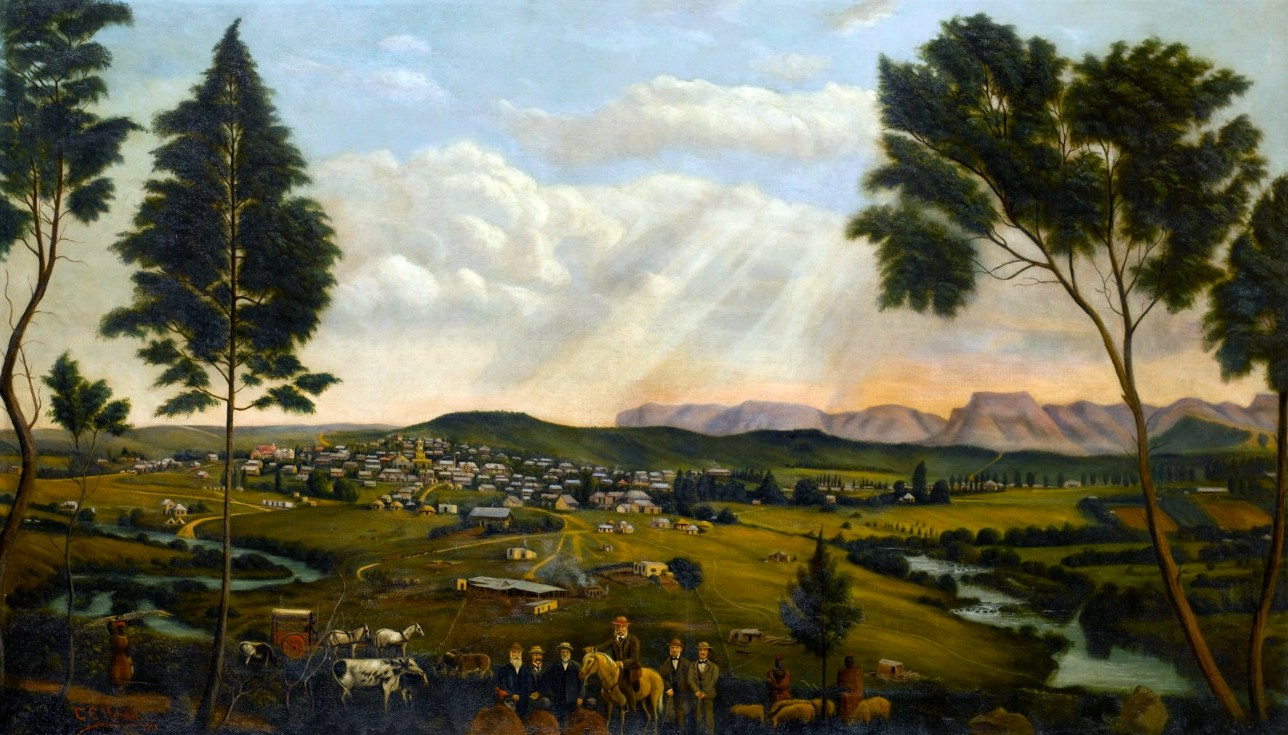
Umtata et les montagnes du Drakensberg en 1913 - peinture de Caesar Carl Hans Henkel (1839-1913)

Umtata fut un relais militaire pour les forces impériales britanniques à partir de 1882 avant de devenir une ville en 1883. Elle est située sur les rives du fleuve Mthatha. Des cathédrales anglicanes et catholiques y furent élevées et elle devint le centre administratif de toute la région.
Dans le cadre de l'apartheid et de la politique de développement séparé, elle devint la capitale du Transkei, un bantoustan constitué à la fin du XIXe siècle par les territoires indigènes d'Idutywa, de Fingoland, de Galekaland, du Griqualand-Est, du Bomvanaland, du Thembuland et du Pondoland. Déclaré autonome en 1963 puis indépendant en 1976, le Transkei, constitué pour les peuples xhosas, ne fut jamais reconnu au niveau international et a réintégré l'Afrique du Sud en 1994.

## Musées
Mthatha abrite trois musées consacrés à Nelson Mandela, né dans le village de Mvezo situé à quelques kilomètres plus au sud.

## Administration
Mthatha est la ville principale au sein de la municipalité locale de King Sabata Dalindyebo.

## Personnalités liées à la ville
- Carlo Del Fava joueur de rugby à XV italien.
- Odwa Ndungane et Lwazi Mvovo, joueurs de rugby à XV sud-africains.
- Songezo Jim, coureur cycliste sud-africain . Il court actuellement pour l'équipe MTN-Qhubeka.
- Zizipho Poswa, artiste céramiste sud-africaine.

## Honneur
L'astronome sud-africain Cyril V. Jackson nomma l'astéroïde (1397) Umtata, qu'il repéra en 1936, en référence à la ville.